# Петруня Сергій Олександрович
Сергій Олександрович Петруня (нар. 4 квітня 1973) — радянський, український та російський футболіст, півзахисник.

## Кар'єра гравця
У чемпіонаті СРСР дебютував в 1990 році в складі «Зірка» (Городище). Того ж року перейшов у «Текстильник» (Камишин). У 1991 році перебував у розташуванні київського «Динамо» та у вищій лізі СРСР матчів не зіграв.
З 1992 року виступав у миколаївському «Евісі». У складі команди 27 березня 1992 року в поєдинки проти запорізького «Металурга» (0:2) дебютував у вищій лізі чемпіонату України. Всього в миколаївському клубі провів 81 матч, ставав срібним призером першої ліги (1993/94). У 1995 році деякий час провів у «Текстильнику».

## Кар'єра тренера
Працював тренером дитячих команд в Центрі підготовки волгоградського «Ротора». З 2016 року головний тренер ЦПСР Волгоград.